# Steve Irwin
Steve Irwin, właśc. Stephen Robert Irwin, znany też jako Crocodile Hunter (ur. 22 lutego 1962 w Melbourne, zm. 4 września 2006 w Port Douglas) – australijski przyrodnik, prezenter telewizyjny, a od 1991 również dyrektor Australia Zoo w Beerwah w stanie Queensland w Australii. Był zagorzałym działaczem na rzecz ochrony środowiska. Odkrył żółwia Irwina, którego nazwano na jego cześć. Na świecie zasłynął m.in. dzięki występom w programach na Animal Planet oraz Discovery Channel. 
Zmarł w Port Douglas w Australii w wyniku przebicia serca przez kolec jadowy płaszczki.

## Życiorys
Urodzony w stanie Wiktoria, przeniósł się do Queensland wraz z rodzicami jeszcze jako dziecko. Rodzina prowadziła Queensland Reptile and Fauna Park – niewielki park gadów. Steve zajmował się m.in. odławianiem krokodyli na zamieszkanych terenach i przenoszeniem ich w odludne miejsca.
W 1990 r. (wraz z ojcem, Bobem Irwinem) odkrył nowy gatunek żółwia, nazwany na jego cześć Elseya irwini.
Irwin był czynnym działaczem na rzecz ochrony środowiska, większość z zarobionych przez siebie pieniędzy poświęcił na zakup dużych obszarów ziemi w Australii, Stanach Zjednoczonych, Fidżi i Vanuatu z przeznaczeniem na chronione „parki narodowe”.
Był znany przede wszystkim, wraz ze swoją amerykańską żoną Terri Irwin, jako prezenter niekonwencjonalnego przyrodniczego serialu dokumentalnego „Łowca krokodyli” (The Crocodile Hunter). Wyświetlany od wielu lat serial był stałym punktem kanału przyrodniczego Animal Planet i cieszył się wielkim powodzeniem u publiczności na całym świecie. Oprócz tego Steve Irwin prowadził program „Steve Irwin i weterynarze XXI wieku” o najnowszych metodach leczenia zwierząt. Irwinowie mieli dwoje dzieci: córkę, Bindi Sue Irwin (ur. 1998), i syna, Roberta Clarence’a Irwina (ur. 2003).

### Śmierć
Zginął 4 września 2006 około godziny 11 czasu lokalnego w wypadku na Wielkiej Rafie Koralowej w okolicach Port Douglas w stanie Queensland (Australia). Przyczyną śmierci było przebicie klatki piersiowej, a bezpośrednio serca, kolcem jadowym płaszczki w trakcie realizowania zdjęć pod wodą do filmu dokumentalnego. Jak podali zaprzyjaźnieni z Irwinem naukowcy, płynął on nad płaszczką, kiedy ta ugodziła go prosto w serce.
Irwin, wspólnie z Philippe’em Cousteau (wnukiem Jacques’a Cousteau), był w trakcie filmowania programu telewizyjnego na temat szkaradnic zatytułowanego „Najgroźniejsze stworzenia oceanu” (The Ocean’s Deadliest), lecz w tym dniu pogoda nie pozwoliła na rozpoczęcie zdjęć. Irwin zdecydował się więc na sfilmowanie kilku „lżejszych” scen do programu dla dzieci, który przygotowywał wspólnie ze swoją córką Bindi. Przypadkowo przepłynął zbyt blisko płaszczki, która poczuła się zagrożona i zaatakowała go, powodując jego niemal natychmiastową śmierć. W momencie śmierci rodzina Irwina przebywała na wakacjach na Tasmanii.
Irwin był trzecim Australijczykiem, który zginął w wyniku reakcji obronnej płaszczki, a na całym świecie odnotowano tylko 17 takich przypadków. Jest to pierwszy znany przypadek uchwycenia takiego momentu na filmie.

### Pogrzeb
Premier Australii John Howard złożył kondolencje rodzinie Irwina w czasie posiedzenia parlamentu i zaproponował pogrzeb państwowy dla tragicznie zmarłego przyrodnika, jednak rodzina Irwina odmówiła – według ojca Irwina on sam by tego nie chciał.
Prywatny pogrzeb Irwina odbył się 9 września w miejscowości Caloundra, został pochowany na terenie rodzinnej posiadłości znajdującej się na terenie Australia Zoo. Irwin został także pożegnany w czasie publicznej uroczystości żałobnej, która miała miejsce 20 września 2006 w Australia Zoo i była transmitowana na żywo w telewizji australijskiej i wielu innych krajach; oglądało ją około 300 milionów widzów.
O Irwinie mówili między innymi Hugh Jackman, Cameron Diaz, Justin Timberlake, Kevin Costner i Russell Crowe. Jedną z pierwszych osób które wygłosiły przemówienia był premier Australii John Howard, Bob Irwin (ojciec Irwina) i Bindi Irwin. Popularny piosenkarz australijski John Williamson wykonał piosenkę swojego autorstwa, która była ulubioną piosenką Irwina – „True Blue” (Prawdziwy, 100% Australijczyk). Profesor Craig Franklin z University of Queensland powiedział, że Irwin miał otrzymać tytuł profesorski z tego uniwersytetu za zasługi w badaniach krokodyli.
W tym dniu flagi na moście w Sydney Harbour zostały opuszczone do połowy masztu.

## Kontrowersje
Niektóre zachowania Irwina wywoływały znaczne kontrowersje. 2 stycznia 2004 roku Steve prowadził pokaz karmienia krokodyli w ogrodzie zoologicznym, trzymając jednocześnie syna na ręku. Przedstawiciele grup zajmujących się ochroną praw dzieci i praw zwierząt skrytykowali go ostro za narażenie syna na niebezpieczeństwo, aczkolwiek nie wniesiono przeciw niemu formalnego oskarżenia. Z kolei w czerwcu 2004, podczas filmowania życia wielorybów, lwów morskich i pingwinów na Antarktydzie Irwin miał zbytnio w nie ingerować, co według prawa australijskiego i międzynarodowego jest przestępstwem zagrożonym grzywną i dwuletnim więzieniem.
Już po śmierci Irwina feministyczna autorka Germaine Greer skrytykowała zachowanie Irwina, napisała między innymi, że „świat zwierzęcy zemścił się na Irwinie” za „wszystkie tortury, które im uczynił, podnosząc zwierzęta przed kamerami”, a amerykański magazyn „Steppin' Out” nazwał go „deceased asshole of the week” (zmarły dupek tygodnia). Większość komentatorów medialnych, australijskich polityków i działaczy ochrony środowiska skrytykowała Greer za jej, zdaniem komentatorów, brak zrozumienia tematu oraz brak taktu przez atakowanie Irwina w dzień po jego śmierci.

## Pamięć

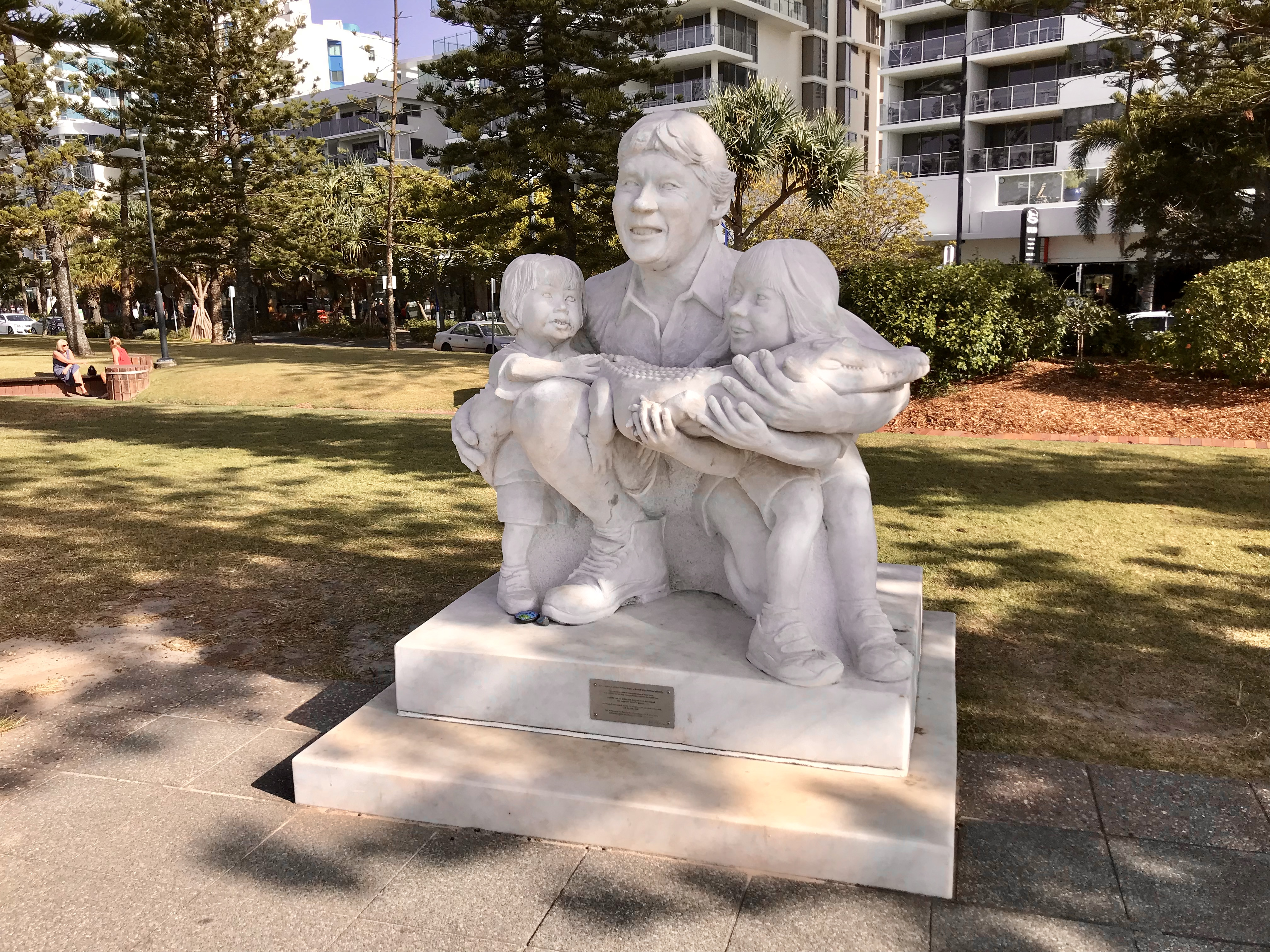
Pomnik Steva Irwina, Mooloolaba, Queensland

Premier Queenslandu Peter Beattie zaproponował, aby pamięć Irwina uczcić nazywając jego nazwiskiem jeden z parków narodowych w Queensland.
Dyrekcja Animal Planet zdecydowała, że ogród mieszczący się przed budynkiem biurowym tej stacji telewizyjnej w Silver Springs zostanie nazwany Steve Irwin Memorial Sensory Garden.
W Australii 8 września został na razie nieoficjalnie nazwany „Steve Irwin Day” lub „Khaki Day”.
W uznaniu zasług organizacja ekologiczna Sea Shepherd Conservation Society nazwała swój flagowy okręt imieniem Steve Irwin.

### Tytuł profesora nadzwyczajnego biologii
Tuż przed śmiercią Steve Irwin został profesorem nadzwyczajnym biologii ogólnej na University of Queensland, o czym poinformował Craig Franklin, wykładowca i przyjaciel przyrodnika. Nigdy się jednak o tym nie dowiedział, bo list z nowiną czekał na niego w macierzystym zoo, do którego nigdy już nie powrócił. Powiadamianie o tym opinii publicznej upamiętnia dokonania Łowcy Krokodyli zarówno w zakresie badań, jak i ochrony przyrody. Wyróżnienie odebrała żona Steve’a Terri. Na uroczystości zaplanowanej na 14 listopada 2007 r. Franklin wygłosił wykład na temat podążania śladem krokodyli. Pięć lat wcześniej obaj panowie pracowali razem w Queensland nad satelitarnym systemem śledzenia tych gadów. Przyczyniło się to do zmiany wielu poglądów na temat cieszących się złą sławą zwierząt. Okazało się np., że ich samce są istotami społecznymi.

## Filmografia

### Filmy
- Happy Feet: Tupot małych stóp (Happy Feet) (2006) – głos
- Łowca krokodyli (The Crocodile Hunter: Collision Course) (2002)
- Dr Dolittle 2 (2001)
- Wiggly Safari (2002) – Steve Irwin

### Seriale
- 5 Takes: Pacific Rim (2006) – gościnnie
- Łowca krokodyli: Dzienniki (The Crocodile Hunter Diaries) (2002−2006)
- Mystery Hunters (2002) – gościnnie
- Croc Files (1999–2000)
- Łowca krokodyli (The Crocodile Hunter) (1997–2004)